# Автошлях О 021702
Автошля́х О 021702 (до 2019 року — Т 0223) — автомобільний шлях місцевого значення у Вінницькій області. Пролягає територією Погребищенської міської та Оратівської селищної громад через Плисків—Якимівку. Загальна довжина — 23,6 км.

## Маршрут
Автошлях проходить через такі населені пункти:
| Автошлях Т 0223                             |        |
| Вінницька область                           |        |
| Погребищенська міська територіальна громада |        |
| Плисків                                     | Т 0606 |
| Оратівська селищна територіальна громада    |        |
| Чернявка                                    |        |
| Скоморошки                                  |        |
| Кам'яногірка                                |        |
| Якимівка                                    | Р17    |

## Галерея

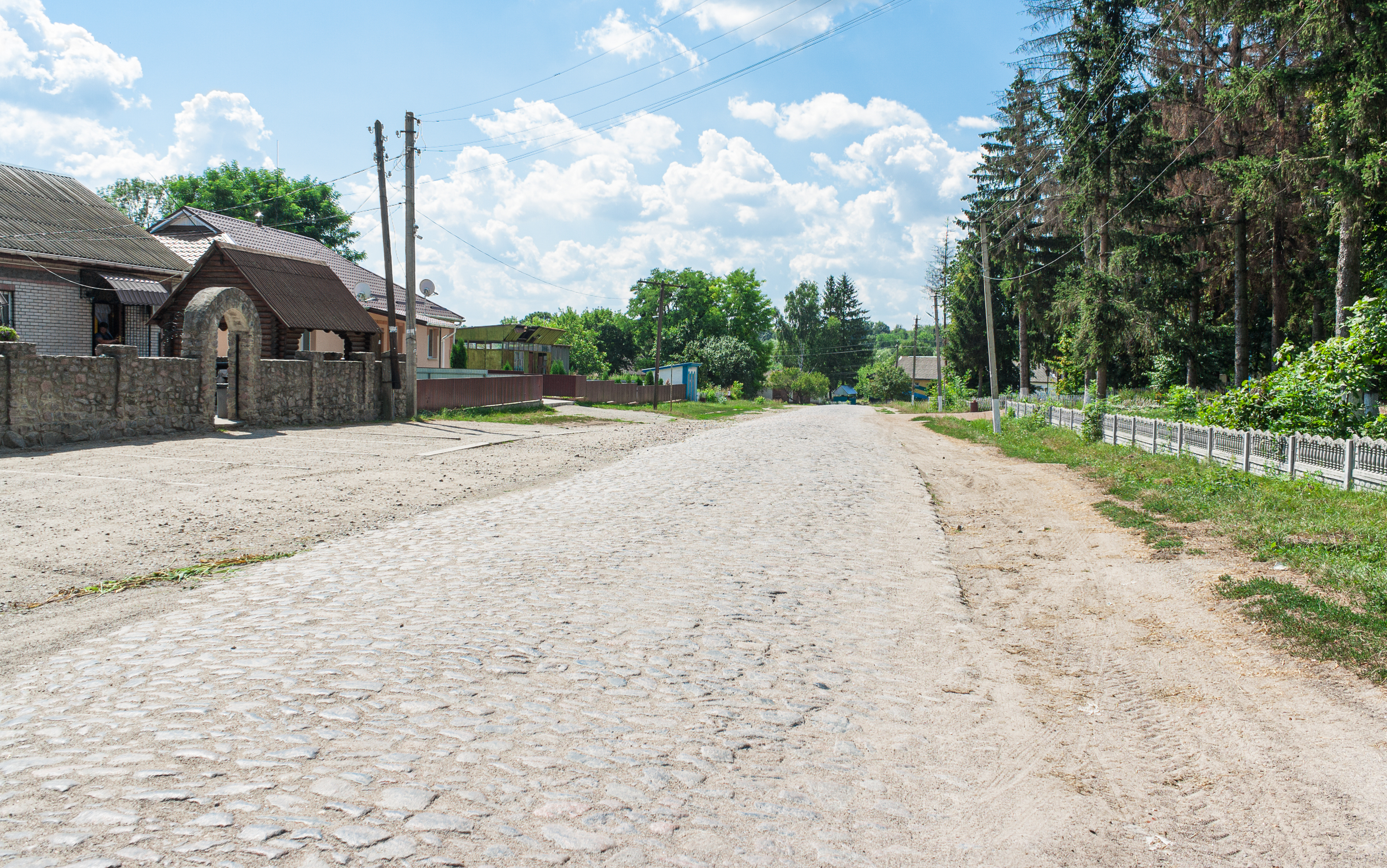
Автошлях в селі Чернявка
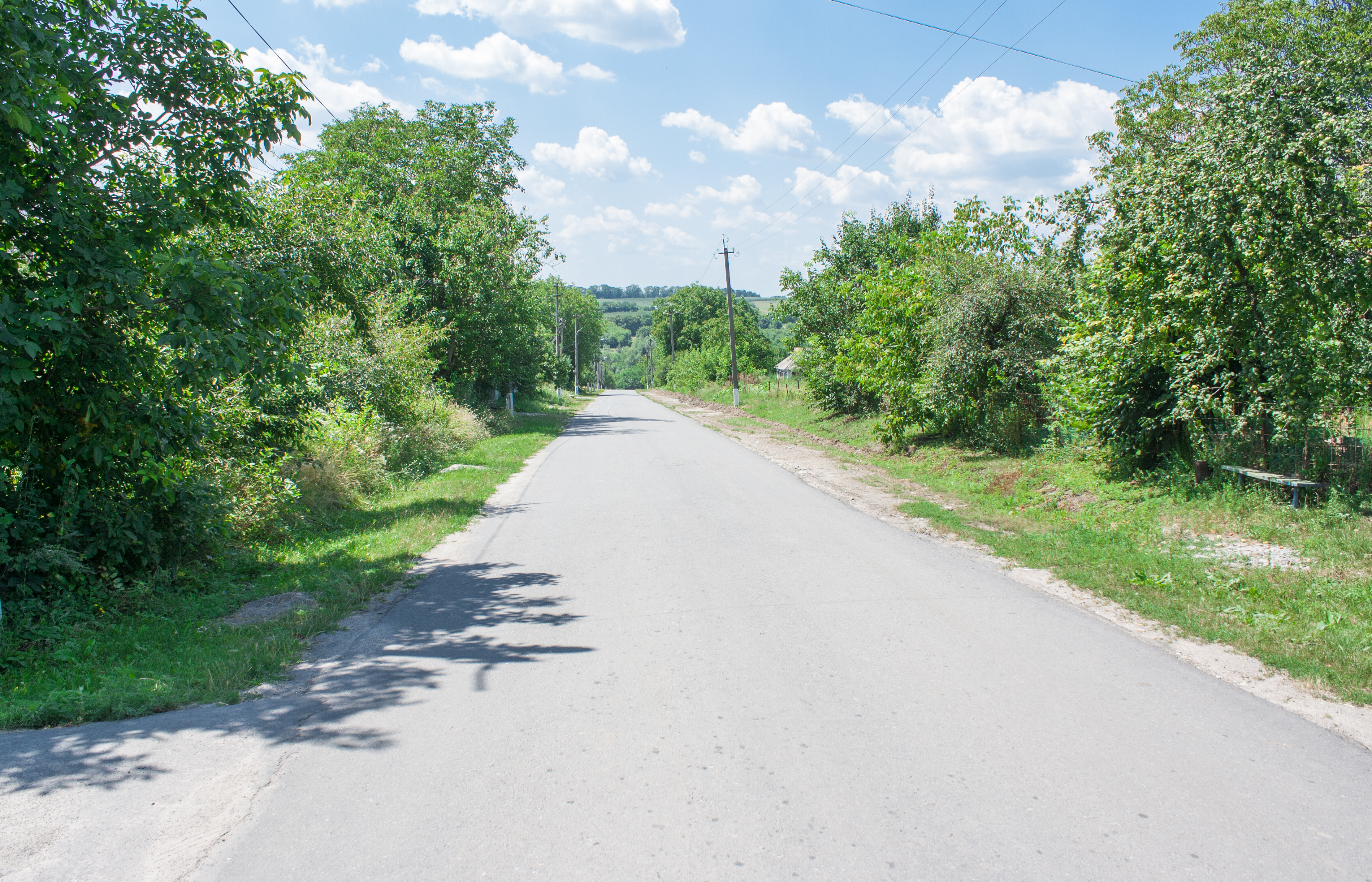
Автошлях в селі Скоморошки
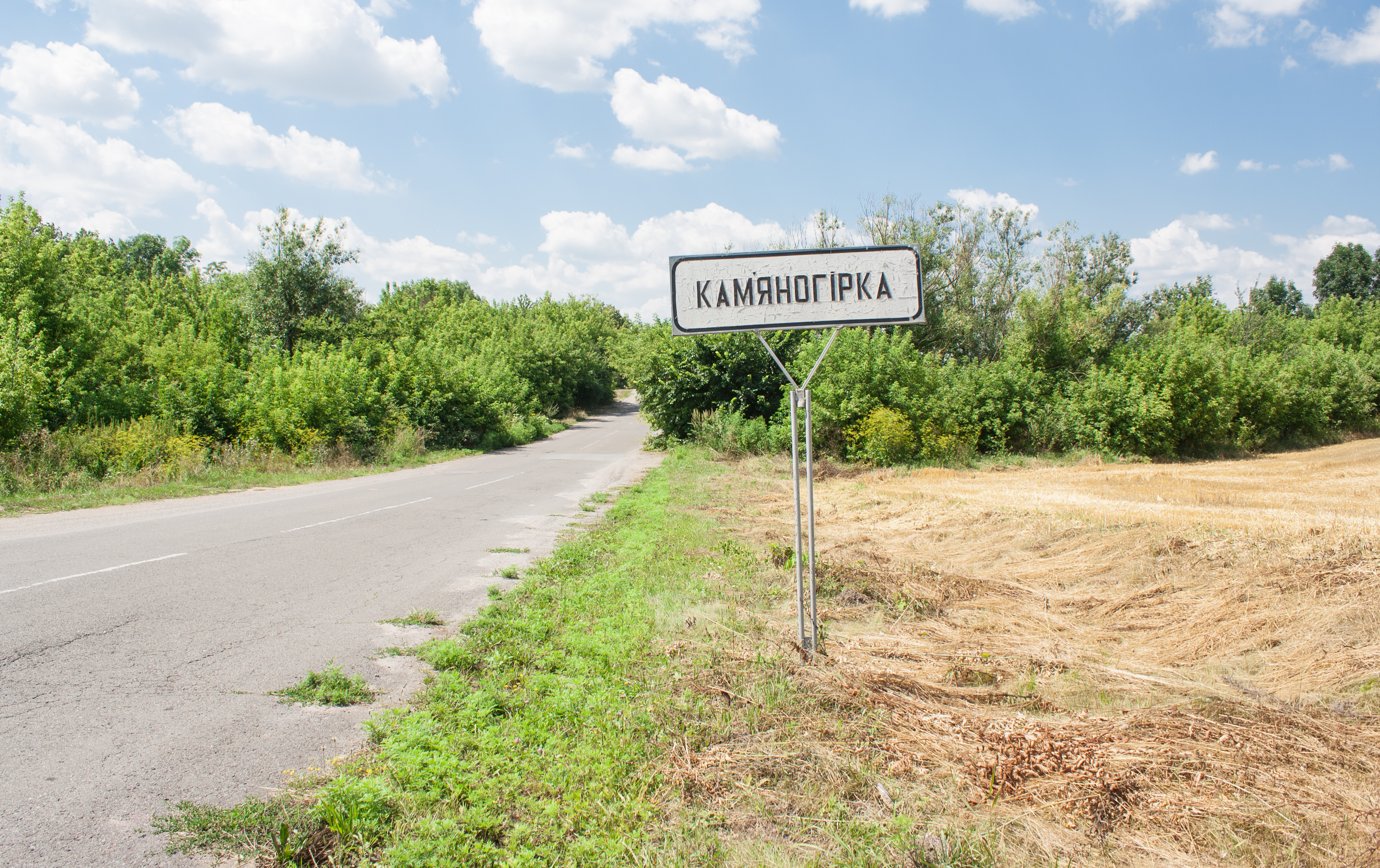
Автошлях при в'їзді у село Кам'яногірка